# Ratio PEG
El ratio PEG (Price/Earnings to Growth, es decir, Precio/Beneficio a Crecimiento), es una medición que relaciona el valor de mercado de una acción, los beneficios por acción (BPA, EPS en inglés) y el crecimiento futuro esperado de la compañía.
{\displaystyle {\mbox{Ratio PEG}}\,=\,{\frac {\mbox{Precio/Beneficios}}{\mbox{Crecimiento BPA anual}}}}
Un ratio bajo nos indica que la acción está infravalorada en bolsa. Un ratio elevado nos indica que la acción está sobrevalorada. Su validez queda en entredicho para ciertas situaciones extremas como sectores con poco crecimiento. En términos generales, se suele aplicar únicamente para empresas en crecimiento (empresas cuyo crecimiento es superior a la tasa de rentabilidad media del mercado de valores).
- Ventajas: incorpora el concepto del crecimiento frente al ratio del PER tradicional.
- Desventajas: su empleo es dudoso para empresas en extremos (con mucho crecimiento o con poco crecimiento); además, no hay que olvidar que la tasa de crecimiento es una estimación, lo que puede llevar a conclusiones distintas para dos analistas sobre una misma acción.